# Polyalthia celebica
Polyalthia celebica este o specie de plante din genul Polyalthia, familia Annonaceae, descrisă de Friedrich Anton Wilhelm Miquel. Conform Catalogue of Life specia Polyalthia celebica nu are subspecii cunoscute.